# 노명우
노명우(盧明愚, 1966년 2월 1일 ~ )는 대한민국의 사회학자이다. 2001년 독일 베를린 자유대학교 대학원에서 사회학박사 학위를 받았고, 그 이후 아주대학교 사회학과 교수로 재직 중이다. 주요 연구 분야는 사회학이론, 문화사회학 및 예술사회학이다.

## 생애
1966년 경기도 파주군 광탄면 신산리에서 2남 2녀 중 막내로 출생하였고 지난날 한때 충청남도 공주군 반포면에서 잠시 유아기를 보낸 적이 있는 그는 독일 베를린 자유대학교에서 사회학 박사 학위를 받은 후, 2006년 이래 아주대학교 사회학과 교수로 재직 중이다.

## 학력
- 서울 대신고등학교 졸업
- 서강대학교 사회학과(문학사/B.A.)
- 서강대학교 대학원 사회학과(문학석사/M.A.)
- 베를린 자유대학교(Freie Universität zu Berlin) 사회학과(사회학박사/Ph. D.) 최우등 졸업(summa cum laude)

## 경력
- 한국문화관광정책연구원 초빙 책임연구원
- 아주대학교 교수(현)
- 문화이론전문지 계간 <문화과학> 편집위원(현)
- 문화사회연구소 이사(현)

## 저술

### 저서
- 《계몽의 변증법을 넘어서. 아도르노와 쇤베르크》. 문학과 지성사. 2002.  ISBN 8932013500
- 《계몽의 변증법. 야만으로 후퇴하는 현대》. 살림. 2005.  ISBN 8952203143
- 《아방가르드》. 책세상. 2008. ISBN 9788970137001
- 《프로테스탄트 윤리와 자본주의 정신, 노동의 이유를 묻다》. 사계절. 2008.  ISBN 9788958282990
- 《텔레비전 또 하나의 가족. 세상으로 난 전자창문에 대한 텔레비전 키드의 성찰》. 프로네시스. 2008.  ISBN 9788901054728
- 《발터 벤야민. 모더니티와 도시》. 라움. 2005(공저) ISBN 9788996510802
- 《불확실한 세상》. 사이언스북스. 2010(공저) ISBN9 788983712370
- 《호모 루덴스, 놀이하는 인간을 꿈꾸다》. 사계절. 2011 ISBN 9788958285311
- 《창의적 문화교육》. 살림터. 2012(공저) ISBN 9788994445311
- 《세상물정의 사회학》. 사계절. 2013. ISBN 9788958287155
- 《혼자 산다는 것에 대하여. 고독한 사람들의 사회학》. 사월의 책. 2013  ISBN 9788997186341
- 《성난 얼굴로 돌아보라》  메디치 미디어. 2014(공저)  ISBN 9791157060146
- 《소년이여 요리하라》  우리학교. 2015. (공저)  ISBN 9788994103990
- 《팽목항에서 부는 바람》 현실문화연구. 2015(공저)  ISBN 9788965641155
- 《인생극장》 사계절.2017ISBN 9788965641155

### 번역
- 《발터 벤야민과 메트로폴리스(Myth and metropolis)》 . 효형. 2005.  ISBN 895872014X
- 《구경꾼의 탄생(Spectacular realities)》 . 마티. 2006(공역)  ISBN 8995663898
- 《사회학의 쓸모(What use is sociology? : conversations with Michael Hviid Jacobsen and Keith Tester)》. 서해문집. 2015. ISBN 9788974837433

### 칼럼
- <노명우의 인물조각보> <경향신문>